# František Vodička (fotbalista)
František Vodička byl český fotbalista, záložník. Jeho bratrem byl fotbalový reprezentant Antonín Vodička.

## Fotbalová kariéra
V československé lize hrál za SK Čechie Karlín. Nastoupil v 75 ligových utkáních a dal 1 gól.

## Ligová bilance
| Ročník                      | Zápasy | Góly | Klub             |
| --------------------------- | ------ | ---- | ---------------- |
| Středočeská 1. liga 1925/26 | 6      | 0    | SK Čechie Karlín |
| Středočeská 1. liga 1927/28 | -      | 0    | SK Čechie Karlín |
| Středočeská 1. liga 1928/29 | -      | 0    | SK Čechie Karlín |
| 1. asociační liga 1929/30   | -      | 0    | SK Čechie Karlín |
| 1. asociační liga 1931/32   | -      | 0    | SK Čechie Karlín |
| 1. asociační liga 1933/34   | -      | 0    | SK Čechie Karlín |
| Státní liga 1934/35         | -      | 1    | SK Čechie Karlín |
| CELKEM                      | 75     | 1    |                  |